# روکافورته لیگوره
روکافورته لیگوره (به ایتالیایی: Roccaforte Ligure) یک کومونه در ایتالیا است که در استان آلساندریا واقع شده‌است. روکافورته لیگوره ۲۰٫۶ کیلومتر مربع مساحت و ۱۸۳ نفر جمعیت دارد و ۷۰۴ متر بالاتر از سطح دریا واقع شده‌است.